# Impatiens toxophora
Impatiens toxophora är en balsaminväxtart som beskrevs av Joseph Dalton Hooker. Impatiens toxophora ingår i släktet balsaminer, och familjen balsaminväxter. Inga underarter finns listade i Catalogue of Life.